# Venda de Ramon i cònjuge Adaleiz a Iosfred, prevere
La venda de Ramon i cònjuge Adaleiz a Iosfred, prevere, és un document de compravenda, datat l'any 1034, d'una terra amb el seu hort i els arbres que hi ha, els quals són identificats per la seva espècie. El document té la particularitat de designar els distints tipus d'arbres pel seu nom en català, mentre la resta del document està escrit en llatí.
Es tracta d'un exemple primerenc d'instrument de compravenda en que el català traspua per damunt el llatí i d'una manera prou generosa esmentat set tipus d'arbre. Els noms dels fruiters hi tenen la característica d'estar tots escrits en gènere masculí, mentre que actualment no existeix aquesta sistemàtica: 
| « | morers III et oliver I et noguer I et pomer I et amendolers IIII et pruners et figuers… | » |